# Tayug
Tayug  (Bayan ng  Tayug - Ili ti Tayug)  es un municipio filipino de tercera categoría, situado en la isla de Luzón. Forma parte de la provincia de Pangasinán situada en la Región Administrativa de Ilocos, también denominada Región I.

## Geografía
Situado al sureste de la provincia, linda al norte con el municipio de San Nicolás; al sur con los de San Quintín y de Santa María; al este con el de Natividad; y al oeste con los de San Manuel y de Asingán.

### Barangays
El municipio de Tayug se divide, a los efectos administrativos, en 21 barangayes o barrios, conforme a la siguiente relación:
| - Agno - Amistad - Barangobong - Carriedo - C. Lichauco - Evangelista | - Guzón - Lawak - Legaspi - Libertad - Magallanes - Panganibán | - Barangay A (Población) - Barangay B (Población) - Barangay C (Población) - Barangay D (Población) | - Saleng - Santo Domingo - Toketec - Trenchera (Este y Oeste) - Zamora |  |

### Demografía
A mediados del siglo XIX, año de 1845,  contaba con 4.370 almas, de las cuales unas 1000 contribuían.

## Historia
Tayug debe su nombre al del árbol Bacayao  que creció tan alto en este lugar que en idioma ilocano lo llamaron Layug. Por  la difícil pronunciación de la letra "L", la cambiaron a la letra "T".
Municipio de la provincia de Nueva Écija creado  el 4 de febrero de 1817. En 1837,  fue cedido a la provincia de Pangasinán. En 1851, fue nuevamente
incorporado a Nueva Écija, y en 1864 vuelve a Pangasinán.
A mediados del siglo XIX formaba parte de la provincia de Pangasinán, siendo fronterizo con la de Nueva Écija.

"...TAYUG: pueblo con cura y gobernadorcillo, en la isla de Luzón, provincia de Pangasinan, diócesis de Nueva Segovia, sit. en los 121º 23´ 40´´ long. 16º 4´ 28´´ lat..." 

"...en terr. bajo, frío y húmedo, y la mayor parte de regadío, cuyas aguas proceden del río Agno y varios arroyos: en sus bosques, que los hay en abundancia, se encuentran maderas de todas clases: se comunican con sus colaterales por medio de buenos caminos: tiene como unas 900 casas, en general de sencilla construcción, distinguiéndose como mas notables la parroquial y la de comunidad ó tribunal, que sirve de mercado: hay escuela de primeras letras y la iglesia parroquial está servida por un cura regular...."
Diccionario Buzeta, SAY-451-TET 1850

## Patrimonio
La iglesia parroquial católica bajo la advocación de San Patricio data del año 1817 y hoy se encuentra bajo la jurisdicción de la diócesis de Urdaneta en la Arquidiócesis  de Lingayén-Dagupán.	